# Манара, Акилле
Акилле Манара (итал. Achille Manara; 20 ноября 1827, Болонья, Папская область — 15 февраля 1906, Анкона, королевство Италия) — итальянский кардинал. Епископ Анконы и Уманы с 12 мая 1879 по 14 сентября 1904. Архиепископ Анконы и Уманы с 14 сентября 1904 по 15 февраля 1906. Кардинал-священник с 29 ноября 1895, с титулом церкви Сан-Панкрацио-фуори-ле-Мура со 2 декабря 1895.